# La hija del mariachi (telenovela de 2006)
La hija del mariachi es una telenovela colombiana producida y transmitida por RCN Televisión y escrita por Mónica Agudelo entre 2006 y 2008.
Fue protagonizada por Carolina Ramírez y Mark Tacher, con las participaciones antagónicas de Nicolás Montero, Gregorio Pernía, Estefanía Borge, José Luis Franco y Jason Chad. Contó además con las actuaciones estelares de Alejandra Borrero, Daniel Lugo, Guillermo Murray, Alpha Acosta, Mario Duarte, Diana Ángel y Paloma Woolrich.
La trama sigue a Emiliano, un ejecutivo mexicano acusado falsamente de lavado de dinero, quien reinventa su vida en Colombia como mariachi. Su audiencia promedio fue de 30,1% en número de hogares y 12,2% de espectadores en número de personas, con un 42,7% de cuota de pantalla.

## Sinopsis
Emiliano Sánchez-Gallardo (Mark Tacher) es un joven empresario mexicano, heredero de una prestigiosa familia, cuya vida cambia radicalmente al ser implicado en una operación de lavado de dinero. Aunque es inocente, se convierte en el principal sospechoso y decide huir a Colombia, siguiendo el consejo de su abogado. Ya en Bogotá, tras ser asaltado y despojado de todas sus pertenencias, llega por casualidad al bar Plaza Garibaldi, un local dedicado a la música ranchera, donde conoce a Rosario Guerrero (Carolina Ramírez), una talentosa cantante conocida como "El Lucero de México", quien lo auxilia sin conocer su pasado.
Siguiendo el consejo de su entorno, Emiliano asume una nueva identidad como "Francisco Lara", un mariachi novato que comienza a trabajar en el bar. Allí inicia una historia de amor con Rosario, en medio de tensiones y conflictos con otros integrantes del grupo, especialmente Manuel Rodríguez (Gregorio Pernía), conocido como "El Coloso de Jalisco", líder del mariachi, mujeriego y rival directo de Emiliano tanto en lo profesional como en lo sentimental.
Otros miembros del mariachi, como Fernando Molina "El Mil Amores" (Mario Duarte), Sigifredo Santacruz "El Sentimental de Chapultepec" (Luis Eduardo Arango), y Raúl Oliverio "El Mañanitas" (Horacio Tavera), tienen sus propias subtramas, que enriquecen la historia con temas de amistad, lealtad, romance y crecimiento personal. El bar es propiedad de Don Carlos Malagón (Alfonso Ortiz), quien junto con su esposa, Doña Eulalia (Luces Velásquez), y su hija Virginia (Estefanía Borge), contribuyen a las tensiones románticas y cómicas de la historia.
Mientras tanto, en México, el comandante Leonardo Salas (Daniel Lugo) y la teniente Guadalupe Morales (Alpha Acosta) siguen la pista de Emiliano, aunque pronto comienzan a dudar de su culpabilidad. Otros personajes secundarios, como el abogado Javier Macías (Nicolás Montero), Leticia Agudelo (Diana Ángel) y Lourdes (Esmeralda Pinzón), entrelazan sus vidas con la de los protagonistas, aportando nuevas perspectivas al conflicto central.
A lo largo de la telenovela, la música ranchera no solo ambienta la narrativa, sino que actúa como vehículo emocional y simbólico, reflejando el proceso de transformación de los personajes. La historia explora temas como el amor, la redención, el sacrificio y la búsqueda de justicia, en un contexto donde las raíces mexicanas y colombianas se entrelazan.

## Personajes
- Rosario Guerrero (Carolina Ramírez): Es una mujer es una talentosa cantante de música ranchera que trabaja en el bar "Plaza Garibaldi" en Bogotá. Es una mujer fuerte y decidida, marcada por la influencia de su padre, un mariachi bohemio y apasionado.

- Emiliano Sánchez-Gallardo (Mark Tacher): Emiliano es un joven mexicano de familia adinerada que llega a Bogotá huyendo de una acusación injusta de lavado de dinero. En su estadía, se ve inmerso en el mundo del mariachi y se enamora profundamente de Rosario.

- Manuel Rodríguez (Gregorio Pernía): Es el cantante y líder del grupo de mariachis en el bar Plaza Garibaldi. A pesar de ser un hombre atractivo y admirado por las mujeres, su actitud machista y mujeriega lo lleva a obsesionarse con Rosario, sin importarle las consecuencias. Su temperamento explosivo lo hace meterse en constantes peleas, incluso con sus propios compañeros. Cuando Emiliano llega al bar bajo el nombre falso de Francisco, Manuel se muestra celoso y desconfiado, tratando de hacerle la vida imposible. Su rivalidad crece no solo por el interés en Rosario, sino también por la creciente popularidad de Emiliano en el mundo de la música.

- Fernando Molina (Mario Duarte): Es el violinista del grupo de mariachis en el bar Plaza Garibaldi. Cercano y leal, es el mejor amigo y confidente de Emiliano, siendo el primero en descubrir su verdadera identidad. Confiando en la inocencia de Emiliano, Fernando decide apoyarlo y ayudarlo a mantenerse oculto de las autoridades. Aunque comparte con "El Coloso" su reputación de mujeriego, Fernando se distingue por ser noble y confiable. Inicialmente incrédulo frente al amor, su perspectiva cambia cuando termina profundamente enamorado de Leticia.

- Sigifredo Santacruz Almaza (Luis Eduardo Arango):Es el trompetista más experimentado y el líder encargado de dirigir al grupo de mariachis en el bar Plaza Garibaldi. Caracterizado por su sensatez y calma, se convierte en la voz de la razón dentro del equipo. Además, juega un papel clave como mediador en los constantes conflictos entre Emiliano y "El Coloso," buscando mantener la armonía en el grupo.

- Raúl Oliverio (Horacio Tavera), "El Mañanitas": Es el guitarrista del grupo de mariachis en el bar Plaza Garibaldi. Con una personalidad dócil y un carácter influenciable, suele dejarse manipular por "El Coloso." Sin embargo, la llegada de Emiliano marca un cambio en su perspectiva de la vida. A raíz de esta amistad, comienza a explorar aspectos desconocidos de su mundo, saliendo poco a poco de la sobreprotección que siempre le impuso su madre.

- Don Carlos Malagón (Alfonso Ortiz): Es el propietario del bar Plaza Garibaldi. Con su carácter amable y trabajador, ha conseguido convertir el lugar en un negocio próspero y lleno de vida. Siempre atento al talento, es quien descubre las habilidades de Emiliano para el canto y decide integrarlo al grupo de mariachis, dándole una oportunidad en su bar.

- Doña Eulalia María Mondragón y Rodríguez de Malagón (Luces Velásquez): Es la carismática esposa de Don Carlos y una destacada estrella musical. Aunque su papel principal está fuera del bar Plaza Garibaldi, a menudo sorprende a los clientes al presentarse como cantante invitada. Su forma única de hablar y cantar, llena de modismos y encanto, la convierte en una figura inolvidable en cada visita al bar.

- Virginia Malagón (Estefanía Borge): Es la hija de Don Carlos y Doña Eulalia. Dueña de una gran belleza y atractivo, combina su personalidad seductora con el capricho propio de alguien acostumbrada a obtener siempre lo que desea. Famosa por romper corazones y jugar con los sentimientos de los hombres, su vida cambia al conocer a Emiliano, de quien se enamora profundamente. Dispuesta a conquistarlo, utiliza todas sus estrategias para acercarse a él, lo que la lleva a enfrentarse directamente con Rosario, a quien ve como su principal rival.

- Comandante Leonardo Salas (Daniel Lugo): Es un oficial de la Policía Federal de México encargado de investigar el caso de lavado de dinero que involucra a Emiliano. Mientras Emiliano huye hacia Colombia, acusado injustamente de crímenes que no cometió, el comandante Salas cree firmemente en su inocencia. A lo largo de la investigación, Salas logra descubrir la verdad y, finalmente, absuelve a Emiliano, atrapando a los verdaderos culpables del delito.

- Teniente Guadalupe Morales (Alpha Acosta): Es una oficial de la Policía Federal y la principal aliada del comandante Salas en la investigación sobre el caso de lavado de dinero. Siempre a su lado, trabaja incansablemente para descifrar las pistas que podrían llevar a los demás culpables. A medida que la investigación avanza y siguen la pista de Emiliano, una relación cercana surge entre ambos, y, eventualmente, la teniente Morales y el comandante Salas terminan enamorándose y comprometiéndose.

- Dr. Javier Macías (Nicolás Montero): Es un destacado abogado colombiano que frecuenta el bar Plaza Garibaldi, donde se encuentra cautivado por Rosario, una de las muchas mujeres que intenta conquistar. Al notar la llegada de Emiliano y la creciente relación entre él y Rosario, Macías se empeña en interrumpir su vínculo, utilizando diversos métodos para separarlos. Sin embargo, sus intentos no tienen el éxito esperado.

- Leticia Agudelo (Diana Ángel): Es la mejor amiga de Rosario y siempre está dispuesta a apoyarla en todo lo que necesita. Trabaja como mesera en el bar Plaza Garibaldi, donde demuestra su lealtad tanto hacia Rosario como hacia Emiliano, sin dudar de su inocencia cuando se revela la verdad. A lo largo de la historia, Leticia guarda un amor secreto por Fernando, aunque se contiene debido a su fama de mujeriego. Sin embargo, al final, sus sentimientos se hacen realidad y ella y Fernando terminan juntos.

- Lourdes (Esmeralda Pinzón): Reside en una posada propiedad de Don Genaro (Silvio Ángel). A lo largo de la trama, Lourdes conoce a Emiliano, con quien desarrolla una hermosa amistad. Cuando Emiliano descubre que el Mañanitas nunca había tenido un acercamiento con una mujer, decide presentarle a Lourdes, lo que da inicio a una historia de amor entre ellos.

- Lucía Guerrero (Laura Torres): Es la hermana menor de Rosario.[13]

## Elenco
- Carolina Ramírez - Rosario del Pilar Guerrero Santana, "El Lucero de México"
- Mark Tacher - Emiliano Sánchez-Gallardo Galván / Francisco Lara, "El Príncipe de México"
- Alejandra Borrero - Raquel Santana, Viuda de Guerrero
- Nicolás Montero - Dr. Javier Macías
- Gregorio Pernía - Manuel Rodríguez, "El Coloso de Jalisco"[14]
- Estefanía Borge - Virginia del Mar Malagón Mondragón
- Luis Eduardo Arango - Sigifredo Santacruz Almaza, "El Sentimental de Chapultepec"
- Mario Duarte - Vladimir Fernando Molina, "El Mil Amores"
- Diana Ángel - Leticia Agudelo
- Luces Velásquez - Eulalia María Mondragón y Rodríguez de Malagón, "La Vengadora de Supía"
- Silvio Ángel - Don Genaro
- Diego León Hoyos - Don Ignacio Chacón
- Luisa Fernanda Giraldo - Mireya Fuentes
- Morella Zuleta - Aurora
- Laura Torres - Lucía Guerrero Santana
- Alpha Acosta - Teniente Guadalupe Morales
- Matías Maldonado - Teniente Juan Carlos Suárez
- Alfonso Ortiz - Don Carlos Malagón
- Horacio Tavera - Raúl Oliverio, "El Mañanitas"
- Ariel Díaz - Steve Anderson Davis
- Guillermo Murray - Roberto Sánchez-Gallardo
- Paloma Woolrich - Gabriela Galván de Sánchez-Gallardo
- Luis Caballero - Luis Felipe Romero Basile
- Daniel Lugo - Comandante Leonardo Salas
- José Luis Franco - Licenciado Miguel Corona López
- Rodolfo Valdés - Martín Del Valle Ferrero
- Tanya López - Cristina Sánchez-Gallardo Galván
- Silvia De Dios - Nora Pardo de Macías
- Antonio Sanint - Dr. Esteban Soto
- Alberto Valdiri - Capitán Gregorio Bernal
- Iván López - Lalo
- Ana Rivera - Laura
- Fernando Peñuela - Don Memo
- Luis Fernando Salas - Andrés Aragón
- Shirley Gómez - Daniela
- Esmeralda Pinzón - Lourdes
- Mauro Urquijo - Pedro Guerrero Herrera
- Frank Beltrán - Elías
- Hansel Camacho - José
- Salvador del Valle - Salvador
- Aída Morales - Ángeles de Santacruz
- Indhira Serrano - Carmen Román
- Jason Chad - Andrew Scott
- Alfredo Ahnert - Rubén
- Andrés Hurtado - Rodrigo “Rorro” Román "El Monumental"
- Daniela Barrios - Sarita (mejor amiga de Lucía)
- Hernán López Neira - Alejandro Villaruíz
- María Claudia Torres - Liliana
- Helga Díaz - Silvia
- María Isabel Henao - Macarena
- Jimena Durán - Verónica
- Alejandra Miranda - Julia
- Claudia Liliana González - Claudia
- Inés Prieto - Lidia
- Alberto Saavedra - Don Nepo
- Freddy Ordóñez - Leonel
- Mariela Home - Abigaíl
- Paola Díaz - Rocío

## Voces de Canto
- Jairo del Valle – Voz de canto de Francisco Lara (Personaje interpretado por Mark Tacher) y se interpreta a sí mismo.[15]
- Adriana Bottina – Voz de canto de Rosario Guerrero (Capítulos 1-124 / Final Estadounidense)
- Patricia del Valle – Voz de canto de Rosario Guerrero (Capítulos 119-147 / Final Colombiano)
- Alejandro Scarpetta – Voz de canto de Manuel Rodríguez ("El Coloso de Jalisco")

## Premios y nominaciones

### Premios TVyNovelas
| Año  | Categoría                                   | Nominado                                          | Resultado |
| ---- | ------------------------------------------- | ------------------------------------------------- | --------- |
| 2007 | Telenovela Favorita                         | La hija del mariachi                              | Nominada  |
| 2007 | Actriz Protagónica Favorita                 | Carolina Ramírez                                  | Nominada  |
| 2007 | Actor Protagónico Favorito                  | Mark Tacher                                       | Nominado  |
| 2007 | Actor Antagónico Favorito                   | Gregorio Pernía                                   | Ganador   |
| 2007 | Revelación del Año                          | Ana Rivera                                        | Nominada  |
| 2007 | Director Favorito de Telenovela o Serie     | Diego León Hoyos                                  | Nominado  |
| 2007 | Libretista Favorito de Telenovela o Serie   | Mónica Agudelo, Mauricio Miranda y Felipe Agudelo | Nominados |
| 2007 | Tema Musical de Telenovela o Serie Favorito | La hija del mariachi                              | Nominada  |

### Premios India Catalina
| 2008 | Mejor Telenovela              | La hija del mariachi                              | Nominada  |
| 2008 | Mejor Libretista              | Mónica Agudelo / Mauricio Miranda, Felipe Agudelo | Nominados |
| 2008 | Mejor Director                | Diego León Hoyos                                  | Nominado  |
| 2008 | Mejor Actor Antagónico        | Gregorio Pernía                                   | Ganador   |
| 2008 | Mejor Actriz/Actor De Reparto | Andrés Hurtado                                    | Nominado  |

## Otras versiones
- La cadena mexicana Televisa realizó una versión titulada "Qué bonito amor" en el 2012, fue protagonizada por la colombiana Danna García, Jorge Salinas y las actuaciones antagónicas de Roberto Palazuelos, Salvador Pineda y Malillany Marín, además cuenta con la actuación estelar de la primera actriz Angélica María.

### Nueva versión (2025)
El 11 de junio de 2025, RCN Televisión estrenó el remake de La hija del mariachi. Esta nueva adaptación, protagonizada por Essined Aponte como Rosario Guerrero y Roberto Romano como Emiliano/Francisco, mantiene la esencia musical de la versión original mientras actualiza su narrativa para el público contemporáneo. 